# NGC 6040A
NGC 6040A је спирална галаксија у сазвежђу Херкул која се налази на NGC листи објеката дубоког неба.
Деклинација објекта је + 17° 45' 0" а ректасцензија 16h 4m 26,7s. Привидна величина (магнитуда) објекта NGC 6040 износи 13,9 а фотографска магнитуда 14,6. NGC 6040A је још познат и под ознакама UGC 10165, MCG 3-41-74, CGCG 108-96, ARP 122, VV 212, DRCG 34-67, PGC 56932.